# Realpresens
Realpresens, term inom i synnerhet luthersk teologitradition för Kristi kropps och blods ”sanna” eller ”verkliga” närvaro i nattvardens bröd och vin. Realpresensen anses inträda vid instiftelseordens läsande. Den innebär att brödet och vinet förvandlas till Kristi kropp och blod även om de behåller sina yttre egenskaper.
Den lutherska nattvardsläran, icke att förväxla med konsubstantiationsläran, säger även att Jesu närvaro är "i med och under" brödets och vinets gestalt. Parallellen är inkarnationsläran som säger att Jesus Kristus helt och fullt är "sann" eller "verklig" Gud, men samtidigt "sann människa".
Teologin om att förvandlingen äger rum är gemensam för luthersk och katolsk teologi och uppfattas inte som en aktuell kontroversfråga. Den reformerta traditionen avvisar läran om realpresens. Zwinglianer uppfattar Kristi närvaro som "symbolisk". 
Enligt Jean Calvin blir Kristi kropp och blod inte närvarande i brödet och vinet, men dessa element blir redskap genom vilka den troende kommunikanten simultant kan ta emot Kristi sanna kropp och blod i himlen, och kan således tala om en sorts realpresens. Denna syn har påverkat metodister och många evangelikala anglikaner.